# Античка Нишка Бања
Античка Нишка Бања данас археолошки локалитет у источном делу нишке котлине, настала је на остацима праисторијског насеља још од давних прошлих времена, а у античком периоду обновљена изградњом римског утврђења у оквиру прастарог Naisusa који се пружао ка истоку, непосредно уз трасу познатог и знаменитог војног пута — (лат. Via Militaris), античке „магистрале” (лат. via publica, agger publicus, strata publica) којом су се, у најзападнијем простору Понишавља, савлађивала одређена територијална одстојања. Са „стратегијског и трговачког гледишта ова траса била је најважнији путни правац Балканског полуострва, још у ранијим друштвеним периодима, па су бројни истраживачи закључили да се у нешто ближој прошлости, као и у знатно старијим временима, још у античко доба, за Нишку Бању и њене лековите воде, знало и изван локалне средине. Главни разлог за њен просперитет био је у томе што су бањске терме Нишке Бање биле „природом локализоване“ поред значајног пута који је „за дуго време чинио једини спој између античког и постантичког Запада и Истока”, а надомак царске виле античке Медијене, и стартешки важног града Горње Мезије - Naisusa.
Војни походи, духовна превирања, културне промене и институција стварања великих газдинстава, урбаних вила, бањских терми и палацијалних комплекса ван градског језгра од стране царева и богатих грађана у античком Риму, отворила је и пут у изградњи велелпних бањских терми, са вртним окружењем, не само у Риму, већ и дуж читавог Римског царства. Истом утицају подлегао су и извесни грађани Наиса, коју су у 2. веку започели градњу велелепног комплекса на простору садашње Нишке Бање.

## Положај и пространство
Археолошки локалитет античке Нишке Бање налази се на југоистоку Србије, поред магистралног правца Београд—Ниш—Софија—Истанбул (или нишавско-маричке магистрале), удаљен 10 km од Ниша и 250 km од Београда.
Локалитет лежи на геотектонској граници кристаласте родопске масе и кречњачких планина источне Србије, и споју великих удолина Балканског полуострва на јужном ободу простране и плитке нишке котлине, у подножју и на падинама Коритњака, истоименог брда (808 m) и села, који се наводи и под именом Коритник, саставног дела композитне Нишавске долине и северозападног огранка Суве планине (1.810 m), у северозападном подножју Црног камена (867 m), једног од њених врхова.
Површина на којој се простирана античка Нишка Бања износи 6,43 km². Простор се граничи с насељима Прва Кутина са западне стране, Брзи Брод са северозападне, Малча и Горња Врежина са северне, Радикина Бара (с напуштеним селом Коритњак) са јужне стране, Раутово (само у уском појасу у потесу „Манастириште“) са југоисточне и Јелашница са источне стране.
Инфраструктура некадашње античке Нишке Бање, према мишљењу археолога и њених хроничара, налазио се на широкој и благо нагнутој тераси (насталој током геолошке прошлости, акумулацијом бигра и радом флувијалног и денудационог процеса) у подножју кречњачког брега Коритњака који се доста стрмо уздиже изнад Нишке Бање (види доњу слику), на простору садашњег парка, нешто више у његовом северном делу који је био украшен велелпним римским зградама.

## Друштвени услови у којима је настала Античка Нишка Бања
Постепеном романизацијом, односно планским насељавањем римских грађана у поједине области новоокупираних области Дарданије у 1. веку, формирају се градски центри са ограниченом самоуправом. Веома рана романизација дарданских области проистекла је, пре свега, из повећаних потреба Римске империје за рудама, и другим природним богатствима као што су: плодне долине река Нишаве и Мораве, и обиља термалних извора погодних за бањска лечилишта (Нишка Бања, Соко Бања, Куршумлијска Бања). Ипак, највећи број насеља настао је дуж магистралних и локалних путева.
Тако је у античком периоду, у данашњој Нишкој котлини, на десној обали реке Нишаве, на раскршћу магистралних транс-балканских путева који су пролазили Дарданијом, налазио се предримски град, данашњи Ниш, обновљен од стране Римљана, после њихове победе над Дарданцима. Највероватније с почетка 1. века. Римљани су на простору древног града, подигли војно утврђење које се у античким изворима помиње као Наис (лат. Naissus), „Вилин град“. У Наису је формирана нишка кохорта Први Дарданорум 169. после Христа са око 1000 људи.
Град, је познат из историјских извора, као место где су рођени први хришћански цар Константин Велики и Констанције III, где су боравили Констанције Хлор, на успону своје војне каријере и Лициније, у време сукоба са Константином 316—317. године, и у коме су се краће или дуже задржавали Константин Велики и његови наследници - Констанс и Констанције II, Јулијан Апостата, Валенс и Валентинијан I.

У освајањима Римљана, као логистичка база, Наис је имао важну улогу: за прикупљање војних трупа из јужних крајева, њихов смештај и снабдевање разним ратним потребама. Такође претпоставља се да су Римљани, који су традиционално гајили култ воде и упражњавали редовно одржавање хигијене, почели су да експлоатишу термалне изворе Нишке бања с краја првог или почетком 2. века нове ере. Ту претпоставку потврђују археолошка ископавања у периоду изградње темеља за подизање хотела „Озрен“, када су пронађени остаци римског купатила из 1. века и стари новац из 3. века који је коришћен за време владавине цара Хадријана. (113 до 138 година)
Према описима Приска из Панијума, источноримског (византијског) дипломате, чиновник и историчара, из 448. године, Римљани су на простору садашње Нишке Бање каптирали главно врело, подигли купатило и на простору садашњег парка, изградили велелепне грађевине, за које је он веровао да су то храмови. Да су око термалних извора, заиста поред бањских терми били и храмови посвећени Асклепију или Хераклу, указују податак да је њихов култ у региону Наиса био јако поштован, и археолошка истраживања из прве половине 20. века.

## Крај Античке Нишке Бање
После смрти цара Константина Великог, становници Нишке Бање први пут су се суочили са опасношћу од Хуна, иако је у првим нападима нису порушили. Како Нишка Бања није била опасана утврђењима, а налазила се у близини богатог града, насеље је као и Наис, често било изложено пљачки и разарањима. Током пљачкашких похода варвара становници Нишке Бање су се, вероватно, склањали иза утврђења добро брањеног Наиса, који је успешно одолевао непријатељу све до 441. када га прво освајају Хуни, а 471. потом и Готи.
Наис и Нишку Бању су Хуни 441, а потом и Готи 471. потпуно порушили, опљачкали и до темеља спалили. О овим разарањима у својим записима из 448. године Приск (који је био у саставу византијског посланства које је цар Теодосије II послао Атили), каже:
Када смо стигли до Наиса нађосмо град сасвим опустео пошто је до темеља био рушен од непријатеља (нап Хуна).
Полазећи од ове чињенице, сматра се да је исто тако спаљена и опустошена и античка Нишка Бања. На то указује и податак да су све напред описана ископане античке грађевине биле прекривене са око 20 до 30 cm гарежи, пепела, несагорелог дрвета, а дуж зидова и изваљеног камена уочена је појава чађи. Тек преко свега овога био је талсасто наслаган водени нанос муља.
После Атилине смрти 453. године, Хунска држава се распала, па је и овај простор делимично обновљењен по наредби цара Јустинијан I, који је и рођен у његовој близини. Међутим према стању до данас откривених објекта, и првобитних архитектонских основа грађевина у садашњој Нишкој Бањи, све до доласка Османлија на простор Нишке Бање у средњем веку она није обнављана.

## Нишка Бања-античко археолошко налазиште
Остаци грађевине, коју је описао Приск, откопани су приликом изградње новог купатила 1934. године. О овим открићима др Милан Шијачки каже;
На месту зграде новоподигнутог купатила постојао је пре тога један брежуљак који је морао уступити место великој грађевини новопројектованог купатила. Том приликом пошто су први слојеви земље уклоњени, откривене су неке зидине чија је размера расла како се откопавало даље, тако да су оне представљале основни садржај овог узвишења. Даљим откопавањем ослобођене су све рушевине од великог наноса у дужини од 45 метара (доцније је утврђено да се темељи ове грађевине простиру и даље у састав старог постојећег купатила). У ширини се није могло доћи до краја јер је за то било потребно већих материјалних средстава...у једном делу описане грађевине откривена је једна гробница са сводом озиданим од камена и цигле.
Ова грађевина коју је описао Шијачки највероватније је била доста висока, јер су пронађени остаци стубова, док је у источном делу откривен простор дуг 20 m и широк 5 m. У овој просторији биле су делимично очуване степенице за силазак, а око њих римским циглама и каменом ишарана седишта. Поред тога у њој је откривено и неколико метара оловних цеви, за довод топле воде из главног врела до озиданих канала и највероватније до остатака некадашњег великог базена.
Нешто источније према истоку и старом купатилу, археолошким ископавањем откривене су још две мања одељења дуга 3,5 и широка 2,5 m, која су због великих наслага земље била боље очувана. Ово су највероватније биле каде, које су међусобно биле повезане каналима. Када су биле врхунске обраде и квалитетне израде јер су и након ископавања биле непропустљиве, највероватније захваљујући ружичастом бојом обојеној подлози дна и зидова. У продужетку када делимично су откопане још две истих величина. Ту се стало са даљим истраживањима, тако да највероватниј под земљом постоји још доста неоткривених археолошких остатака (др М. Шијачки).
На археолошком локалитету Античке Нишке Бање откривено је и многао артефаката: металног новца (разног порекла), парчад стакленог и керамичког посуђа, неколико разбијених мермерних кипова, више примерака женског накита и других предмета опште употребе. Сви ови артефакти, данас су део музејске збирке Народног музеја у Нишу.
Током изградње хотела „Миленковић”, 1935. године откопано је шест дечјих гробова (највероватније из 4. века) у којима су откривени камени саркофази са поклопцем, на две воде. У једном од саркофага пронађено је неколико примерака златног накита.
Током изградње стационара „Радон” 1972. године, откривена је касно античке гробнице са два калоте, слична оној из некрополе и Јагодин мали у Нишу. Сва унутрашња површина гробнице биле су фино малтерисане али за разлику од оне у Јагодин мали без уметничких украса (фресскодекорације). У гробници су пронађена и два скелета, а недалеко од ње уочене су основа и остаци кружне зграде из римског периода (највероватније се радило о храму).